# Paige O'Hara
Paige O'Hara, nome vero di Donna Paige Helmintoller (Fort Lauderdale, 10 maggio 1956), è un'attrice, cantante e doppiatrice statunitense.

## Biografia
Nel 1983 debutta a Broadway in un revival di Show Boat, per poi sostituire Betty Buckley come protagonista nel musical The Mystery of Edwin Drood. Nel 1995 interpreta Fantine nel musical Les Misérables.
Nel 1991, ha fatto il suo primo doppiaggio dando la voce a Belle nel film La bella e la bestia. Ha poi doppiato lo stesso personaggio nel film La bella e la bestia: Un magico Natale del 1997 e in Il mondo incantato di Belle del 1998.
Nel 2007, ha invece debuttato come attrice nel film Come d'incanto.
Per il suo ruolo di Belle, è stata nominata una leggenda Disney il 19 agosto 2011. 
Nel 1995, dopo 6 anni di fidanzamento, ha sposato l'attore Michael Piontek.

## Filmografia parziale

### Attrice
- Come d'incanto (Enchanted), regia di Kevin Lima (2007)

### Doppiatrice
- La bella e la bestia (Beauty and the Beast), regia di Gary Trousdale e Kirk Wise (1991)
- La bella e la bestia: Un magico Natale (Beauty and the Beast - The Enchanted Christmas), regia di Andy Knight (1997)
- Il mondo incantato di Belle (Belle's Magical World) (1998)
- Il bianco Natale di Topolino - È festa in casa Disney (Mickey's Magical Christmas: Snowed in at the House of Mouse), regia di Tony Craig (2001)
- Caillou, regia di Christine L'Heureux e Helene Despeteaux (2010-2011)
- Ralph spacca Internet (Ralph Breaks the Internet), regia di Phil Johnston e Rich Moore (2018)

## Doppiatrici italiane
- Roberta Pellini in Come d'incanto

Da doppiatrice è sostituita da:
- Laura Boccanera in La bella e la bestia[1], La bella e la bestia: Un magico Natale, Il mondo incantato di Belle[2] (parte parlata)
- Marjorie Biondo in La bella e la bestia, La bella e la bestia: Un magico Natale, Il mondo incantato di Belle, Il bianco Natale di Topolino - È festa in casa Disney (parte cantata)
- Barbara De Bortoli in Ralph spacca Internet